# センター (音楽グループの位置)
センターとは、音楽グループなどにおける立ち位置の1つである。

## 概要
「センター」という言葉が頻繁に用いられるようになったのは前田敦子（AKB48）などが活躍していた時期であり、主にアイドルグループやボーカル・ダンスグループにおいて用いられる用語である。リードボーカルなどのエースとは存在自体が異なり、センターは「グループの顔」となる立ち位置でグループ像を体現する存在である。